# Åkersjön, Dalarna
Åkersjön är en sjö i Avesta kommun i Dalarna och ingår i Dalälvens huvudavrinningsområde. Sjön har en area på 0,0765 kvadratkilometer och ligger 84,2 meter över havet.

## Delavrinningsområde
Åkersjön ingår i det delavrinningsområde (667950-152686) som SMHI kallar för Utloppet av Åsgarn. Medelhöjden är 100 meter över havet och ytan är 13,26 kvadratkilometer. Räknas de 16 avrinningsområdena uppströms in blir den ackumulerade arean 109,68 kvadratkilometer. Norsån (Garpenbergsån) som avvattnar avrinningsområdet har biflödesordning 2, vilket innebär att vattnet flödar genom totalt 2 vattendrag innan det når havet efter 120 kilometer. Avrinningsområdet består mestadels av skog (69 procent) och jordbruk (13 procent). Avrinningsområdet har 0,07 kvadratkilometer vattenytor vilket ger det en sjöprocent på 1,3 procent.